# Rhynchospora heterolepis
Rhynchospora heterolepis är en halvgräsart som beskrevs av Johann Otto Boeckeler. Rhynchospora heterolepis ingår i släktet småag, och familjen halvgräs. Inga underarter finns listade i Catalogue of Life.